# Пять опозоренных женщин
«Пять опозоренных женщин» (англ. Five Branded Women) — итальянo-американская военная драма 1960 года. Фильм снят Мартином Риттом.

## Сюжет
Пять югославских женщин обвиняются в связях с нацистами, захватившими их город. Местные жители с позором изгоняют женщин, и те встречаются с партизанами в горах.

## В ролях
- Сильвана Мангано — Йованка
- Жанна Моро — Люба
- Вера Майлз — Даниза
- Барбара Бел Геддес — Марья
- Карла Гравина — Мира
- Ван Хефлин — Велко
- Ричард Бейсхарт — капитан Рейнхардт
- Гарри Гвардино — Бранко
- Алекс Николь — Свенко
- Стив Форрест — cержант Келлер
- Жерар Гертер — полковник фон Эльм
- Ромоло Валли — Мирко
- Сидни Клют — Милан
- Пьетро Герми — партизанский командир
- Гвидо Селано — Драго
- Джакомо Росси Стюарт — брат Любы